# اکهارت تله
اکهارت تُله یا تولی (به آلمانی: Eckhart Tolle) (زادۀ ۱۶ فوریه ۱۹۴۸ در آلمان) نویسنده و معلم معنوی آلمانی است. او پس از انتشار دو کتاب پرفروش نیروی حال و زمین نو به شهرت رسید.
در سال ۲۰۱۱ Watkins Review او را در فهرست «۱۰۰ انسان زندهٔ بانفوذ معنوی» در رتبهٔ اول قرار داد. در سال ۲۰۰۸ ستون‌نویس نیویورک‌تایمز او را محبوب‌ترین نویسنده کتاب‌های معنوی در ایالات متحده نامید.

## زندگی و تحصیلات
اکهارت سال ۱۹۴۸ در شهر لونن واقع در شمال دورتموند در کشور آلمان متولد شد. وی دوران کودکی خود به‌خصوص دوران ابتدایی زندگی خود در آلمان را دوران سرشار از غم و بدون شادی توصیف می‌کند. والدین او پس نزاع و مشاجره سرانجام از یکدیگر جدا شدند و به زودی وی نسبت به محیط خصومت‌آمیز مدرسه احساس بیگانگی کرد. او در سن سیزده سالگی جهت زندگی با پدرش به اسپانیا رفت. پدر اکهارت اصراری به حضور وی در دبیرستان نداشت و این موضوع سبب شد تا وی مطالعۀ نجوم، ادبیات و زبان را در خانه شروع کند. در سن نوزده سالگی وی به انگلستان رفت و در مدرسه‌ای در لندن به مدت سه سال مشغول تحصیل زبان‌های آلمانی و اسپانیایی شد. در این دوران وی به خاطر وجود افسردگی، ترس و اضطراب در زندگی خود به جستجوی پاسخ به سؤال‌های زندگی خود پرداخت. در سن ۲۲ سالگی وی تصمیم گرفت جستجوی خود را در زمینه‌های فلسفه، ادبیات و روان‌شناسی دنبال کند و بنابراین در دانشگاه لندن ثبت نام کرد. پس از فارغ‌التحصیلی، تحصیلات تکمیلی خود را در سال ۱۹۷۷ در دانشگاه کمبریج آغاز نمود و زمان کوتاهی پس از آن ترک تحصیل کرد.

## پیشه
دگرگونی درونی
یک شب در سال ۱۹۷۷ و در سن ۲۹ سالگی پس از سال‌ها رنج ناشی از افسردگی شدید، او یک دگرگونی عمیق را تجربه می‌کند. آن شب در حالی که با رنج غیرقابل تحمل افسردگی، از خواب برمی‌خیزد به یک شهود دگرگون‌کننده دست می‌یابد. او این تجربه را اینطور توضیح می‌دهد: «من نمی‌توانستم خودم را تحمل کنم. ناگهان سؤالی به ذهنم آمد که جوابی برایش نداشتم. این من کیست که نمی‌تواند خودم را تحمل کند؟ ناگهان با یک فضای خالی روبه‌رو شدم. در آن لحظه نمی‌دانستم که خودِ ساخته‌شده توسط ذهنم- با تمام سنگینی، مشکلات و زندگی کردن در گذشته ناخوشایند یا آینده ترسناک - فرو ریخته و ناپدید شده است. فردا صبح که از خواب برخاستم همه چیز در صلح و آرامش بود. چون دیگر از خود خبری نبود. تنها حضور و بودن را تجربه می‌کردم. تنها مشاهده‌گر بودم». این احساس ادامه پیدا کرد و او حسی نیرومند از آرامش را در تمام موقعیت‌های زندگی تجربه می‌کرد. تله تحصیلات دکترای خود را نیمه‌کاره رها کرد و به مدت تقریباً دو سال بیشتر وقت خود را در پارک راسل در مرکز لندن، در حالتی از سرخوشی عمیق به تماشای جهان نشست.
پیشه به عنوان معلم معنوی
پس از این دوره، دانشجویان سابق کمبریج و دوستانش از او در مورد افکارش می‌پرسیدند و او در پاسخ شروع به مشاوره و آموزش‌های معنوی کرد. او این کار را به مدت پنج سال ادامه داد. در سال ۱۹۹۵، پس از چندین مسافرت به آمریکای شمالی و غرب آمریکا، در ونکوور ساکن شد و همان‌جا با همسرش کیم انگ آشنا شد. کتاب اول تله، نیروی حال، اولین بار در سال ۱۹۹۷ در ۳۰۰۰ نسخه منتشر شد. «من خودم هفتگی تعداد کمی کتاب را به کتابفروشی‌های کوچک ونکوور می‌بردم. دوستانم هم با گذاشتن کتاب در کتابفروشی‌های دورتر کمکم می‌کردند.» تا سال ۲۰۰۸، کتاب به ۳۳ زبان ترجمه شده بود.
او به آمریکای شمالی مهاجرت کرد و کتاب نیروی حال را در سال ۱۹۹۷ منتشر کرد. تا سال ۲۰۰۹ تنها در آمریکای شمالی، سه میلیون نسخه از کتاب نیروی حال و پنج میلیون نسخه از کتاب زمینی نو به فروش رفته‌است. در سال ۲۰۰۸ حدود ۳۵ میلیون نفر در ۱۰ وبینار که با حضور تله و اپرا وینفری در تلویزیون برگزار شد شرکت کردند.
درحالی‌که او از تعالیم مختلف معنوی تأثیر گرفته‌است اما هیچ دینی را نمایندگی نمی‌کند.